# Capitole (cinéma)
Pour les articles homonymes, voir Capitole (homonymie).
Le Capitole est un cinéma lausannois construit en 1928. Il s'agit du plus ancien cinéma de Lausanne et, avec 718 places (869 avant la rénovation de 2024), de la plus grande salle de cinéma en activité de Suisse,.
En 2010, la ville de Lausanne achète la salle pour la sauvegarder et la mettre à la disposition de la Cinémathèque suisse. Le cinéma est rénové de décembre 2019, à février 2024.
Dès 2024, la salle historique porte de nom de Freddy Buache, en hommage à celui qui fut directeur de la Cinémathèque suisse de 1951 à 1996. La petite salle de 140 place construite en dessous de la salle historique porte le nom de Lucienne Schnegg, secrétaire, directrice puis propriétaire  du cinéma,  et qui deviendra à travers un documentaire de Jacqueline Veuve La Petite Dame du Capitole et fut pendant 61 ans l’âme du lieu.

## Historique
La construction du « Théâtre Capitole » – c’est son nom d’origine – est décidée en décembre 1927 par la Société anonyme du Capitole. Les plans sont dessinés par l’architecte lausannois Charles Thévenaz et la construction confiée à MM. Oyez, Chessex et Cie. Les travaux durent cinq mois et demi et coûtent 800 000 francs ; ils sont documentés par un film étonnant – La construction du plus beau cinéma de Lausanne, le Capitole – conservé à la Cinémathèque Suisse. Sis au 6 de l’avenue du Théâtre (parcelle n° 6069), l’établissement occupe une superficie d’environ 1200 m2 et est inauguré le 29 décembre 1928. Le 30 décembre 1928 est diffusé le film La conquête dramatique du Cervin (Der Kampf ums Matterhorn), de Mario Bonnard et Nunzio Malasomma,. En raison de l’Hôtel de la Paix qui le surplombe depuis la rue Benjamin Constant, le bâtiment est soumis à une servitude limitant sa hauteur. À cela s’ajoute la déclivité importante du terrain. Ces contraintes engagent Charles Thévenaz à « adopter une solution un peu spéciale » (selon ses propres termes rapportés par le Bulletin technique de la Suisse romande no 10, 17 mai 1930). Contrairement aux « palaces » de l’époque – pensez au Roxy de New York avec sa grande façade et ses colonnes doriques ! – le Capitole se déploie ainsi en largeur et non en hauteur, afin d’épouser au mieux la pente de l’avenue du Théâtre.
La salle d’origine comptait 1077 places : 802 au parterre et 275 sur la galerie. Pour répondre aux critères de confort modernes – et à l’augmentation de la taille des spectateurs ! – elle en compte aujourd’hui 869. Les luminaires entourant la scène ont été supprimés lors des grandes transformations des années 1950, qui ont vu le passage à un écran panoramique.
Pour répondre à la mode et au goût de l’époque qui ont sensiblement changé depuis l’entre-deux-guerres, le Capitole est rénové à deux reprises : au début des années 1950 et surtout en 1959. C’est l’architecte neuchâtelois Gérald Pauchard – connu pour avoir « rationalisé » de nombreuses salles de Suisse romande – qui signe les plans.
Le bâtiment de Charles Thévenaz est simplifié, les éléments décoratifs épurés. L’une des transformations les plus visibles est le passage de trois à cinq entrées frontales. Depuis, si l’on excepte un remplacement complet des fauteuils et des tapis en 1981 et une adaptation constante aux nouvelles technologies de projection et de sonorisation, aucune transformation majeure n’a été entreprise.

### Reprise par la Cinémathèque suisse

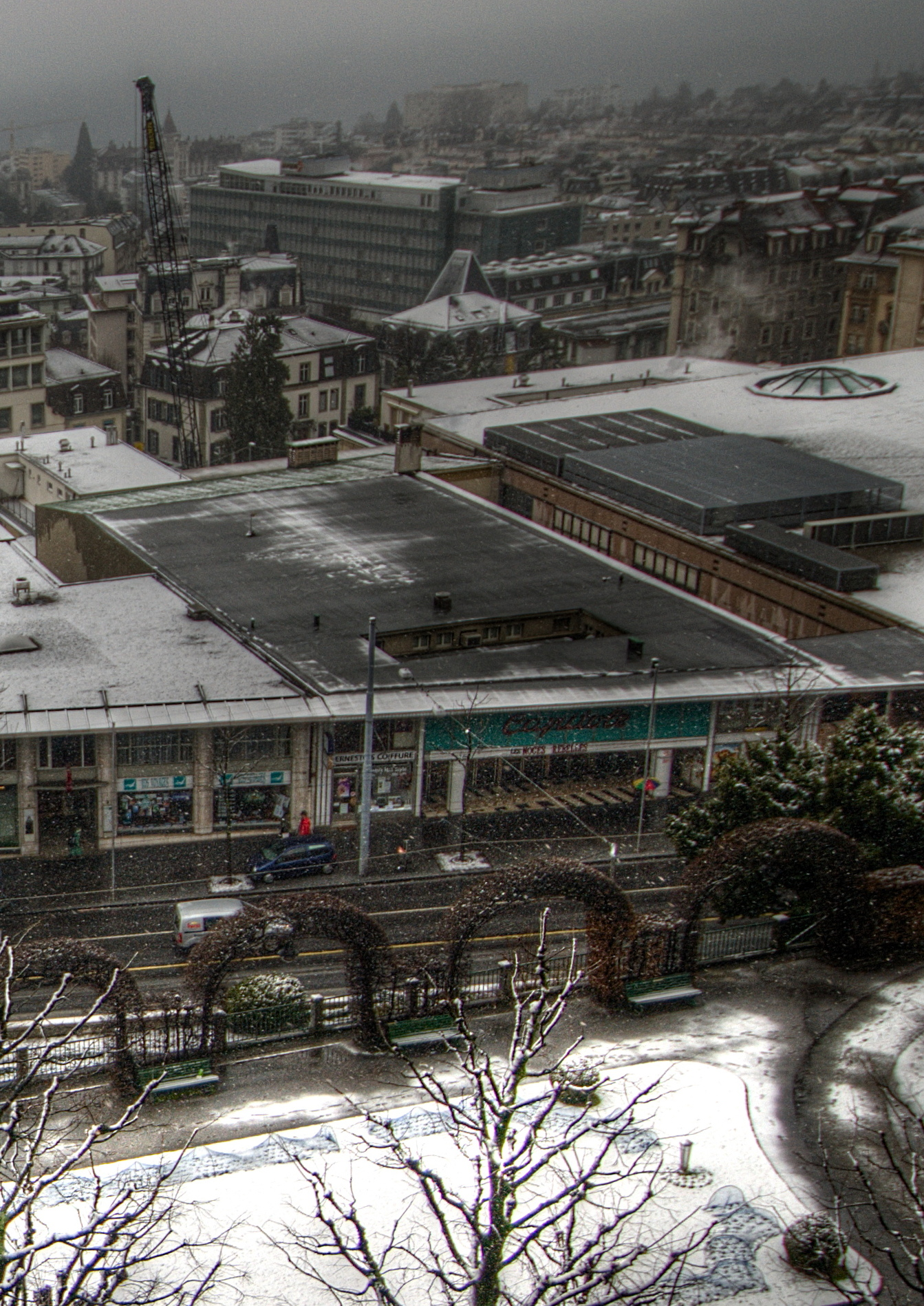
Le Capitole, en 2009.

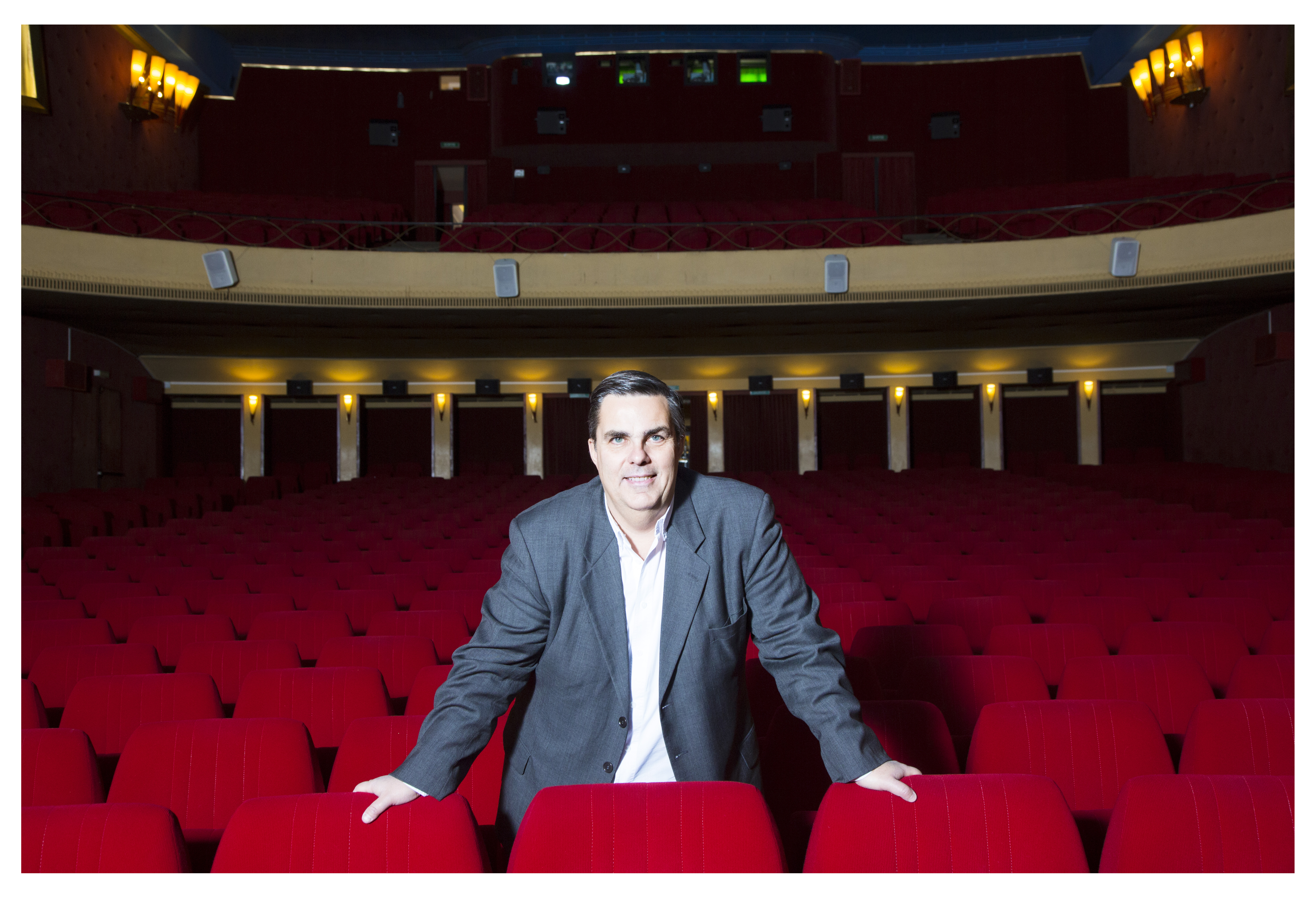
Frédéric Maire, directeur de la Cinémathèque suisse, dans la salle, en 2015.

En 2010, la ville de Lausanne achète la salle (2,6 millions de francs) pour la sauvegarder et la mettre à la disposition de la Cinémathèque suisse,.
Un projet de transformation du cinéma Capitole est présenté en 2019, avec un budget de 18 millions de francs et un début des travaux agendé à fin 2020. Celui-ci prévoit notamment une seconde salle de 140 places en sous-sol, un café, une médiathèque et une librairie spécialisée. Le plus grand cinéma de Suisse encore en activité est ainsi appelé à devenir « La Maison suisse du cinéma ».
Après trois ans de travaux, les deux cabines sont équipées pour la projection numérique 4K et analogique, permettant de projeter des films à la fois sur pellicules aux formats 16mm, 35mm mais aussi 70mm, un format qui fait son retour dans la grande salle du Capitole. A l’entrée principale, un nouveau café-bar permet également de prendre un verre. Depuis septembre 2024, la boutique du Capitole a ouvert ses portes à l'étage : un espace entièrement consacré au cinéma qui propose des DVD/Blu-Ray, coffrets, livres, affiches et cartes postales.

## Repères historiques
- 1925 : Projet de créer une « grande salle pour cinéma et concerts » à l’avenue du Théâtre à Lausanne.
- 1928 : Fondation de la Société Capitole S.A.. Les plans du futur bâtiment sont dessinés par le célèbre architecte lausannois Charles Thévenaz.
- Juin 1928 : Début du chantier sur la parcelle occupée par la Villa Courvoisier au numéro 6 de l’avenue du Théâtre. Construit en béton armé, doté d’un système de ventilation inédit, le « Capitole-Théâtre » et ses 1077 places est achevé en un temps record.
- 29 décembre 1928 : Inauguration du Capitole. Grande soirée festive et projection du film muet La Conquête dramatique du Cervin de Mario Bonnard et Nunzio Malasomma. Les invités sont émerveillés par le confort de la salle et le raffinement du décor avec ses plafonds peints par Jean-Jacques Mennet, ses éclairages modulables et ses sièges roses mordorés.
- 18 avril 1930 : Premier film sonorisé : La nuit est à nous de Carl Froelich et Henry Roussel.
- 1930-1940 : Polyvalente avec sa fosse d’orchestre, son orgue et ses loges d’artistes, la salle sert d’écrin à des représentations en tout genre et accueille des artistes de renom : la danseuse russe Anna Pavlova, le clown Grock ou encore Ernest Ansermet et l’Orchestre de la Suisse Romande. Certains cultes y sont célébrés durant la Seconde Guerre mondiale.
- 1942 : Succédant au Dr Roman Brum, René Glass prend les rênes du Capitole et réduit le nombre de spectacles de scène.
- 1946 : Conférence de Jean-Paul Sartre qui fait salle comble.
- 1949 : Luxembourgeois installé à Genève, Matthias Köhn rachète le Capitole et engage Lucienne Schnegg qui en deviendra la gérante puis propriétaire (1996).
- 1951 : Intervention de l’architecte Ferdinand Jacques Meyrat qui élargit l’entrée en supprimant la première rangée de portes et les deux caisses latérales. Le grand porche ainsi créé accueille une nouvelle caisse centrale.
- 1959 : Face à la concurrence de la télévision naissante, le Capitole adopte un nouveau look conçu par l’architecte Gérald Pauchard : colonnes lumineuses à l’entrée, néon « Capitole » sur la façade ; à l’intérieur, pose de lustres de Murano, tentures plissées rouges et beiges, nouveaux sièges couleur bleu. L’orgue est démonté et la fosse d’orchestre recouverte d’un plancher. Du côté technique, la cabine se dote d’un projecteur 70 mm et l’écran de projection devient panoramique, premier du genre en Suisse.
- 1962 : Projection du film Le jour le plus long de Darryl F. Zanuck qui affiche complet durant un mois.
- 1978 : Renouvellement du système de sonorisation, adoption du système Dolby stéréo.
- 1981 : Installation de nouvelles moquettes et de 869 fauteuils rouges.
- 1982 : E.T. de Steven Spielberg (1982), le plus grand succès jamais enregistré au Capitole avec 14 semaines d’exploitation et plus de 84’000 spectateurs.
- 1985 : Nouvel écran, plus large.
- 1990 : Pour être compatibles avec la lecture du son digital, six nouveaux haut-parleurs sont installés derrière l’écran ainsi qu’une isolation phonique (1993).
- 2005 : Jacqueline Veuve consacre un documentaire à Lucienne Schnegg La petite Dame du Capitole.
- 2010 : La Ville de Lausanne rachète le Capitole à sa propriétaire pour le sauvegarder et en confie la gestion à la Cinémathèque suisse. Premier ciné-concert Charlie Chaplin (The Circus, 1928).
- Années 2010 : La Cinémathèque suisse reçoit de nombreux invités au Capitole lors d’avant-premières et de projections de films du patrimoine : Anouk Aimée, Mathieu Amalric, Olivier Assayas, Michael Cimino, Richard Dindo, Amos Gitaï, Hou Hsiao-hsien, Ursula Meier, Rossy de Palma, Francis Reusser, Barbet Schroeder, Toni Servillo, Alexandre Sokourov, Jean-Marie Straub, Béla Tarr, Bertrand Tavernier, Vittorio Taviani, Gus Van Sant, Christopher Walken, Wim Wenders, Yves Yersin, etc.
- 2011 : Installation de deux nouveaux projecteurs 35 mm et d’un projecteur numérique.
- 2014 : À l’occasion de la Nuit de Musées, la Cinémathèque suisse organise une journée portes ouvertes avec visites des coulisses et projections de films sur la ville de Lausanne.
- 2019 : Mise à l’enquête des plans de rénovation du Capitole, classé en note 2 à l’inventaire vaudois. Le projet prévoit notamment un seconde salle de 140 places en sous-sol, un café, une médiathèque et une librairie spécialisée. Le plus grand cinéma de Suisse encore en activité est ainsi appelé à devenir « La Maison suisse du cinéma ». Le cinéma ferme en décembre 2019[7].
- 2024 : Février, réouverture après rénovation[1].

### Filmographie
- La Petite Dame du Capitole documentaire de Jacqueline Veuve, 2005.